# Muzeum Budownictwa Drewnianego „Skansen” w Woli Justowskiej
Muzeum Budownictwa Drewnianego „Skansen” w Woli Justowskiej – zespół XVIII-wiecznego budownictwa drewnianego na terenie Woli Justowskiej. Skansen od 1970 roku jest zabytkiem. Znajduje się na Małopolskim Szlaku Architektury Drewnianej.
Inicjatorem powstania skansenu w Woli Justowskiej był etnograf Seweryn Udziela. Jako pierwszy stanął tu, przeniesiony tu w 1949 roku z podbielskich Komorowic, drewniany kościółek pod wezwaniem Matki Bożej Królowej Polski. Kościół został podpalony w nocy z 13 na 14 lipca 1978, ale został odbudowany. W nocy z 5 na 6 kwietnia 2002 roku miał miejsce kolejny pożar, który doszczętnie strawił zrekonstruowaną świątynię. Ocalał jedynie nadpalony krucyfiks i tabernakulum. 
Obecnie na terenie skansenu w Woli Justowskiej znajdują się dwa zabytkowe budynki:
- karczma z Pasieki koło Czernichowa, pochodząca z przełomu XVIII i XIX wieku[5]. Jest to budynek konstrukcji zrębowej, z czterospadowym dachem krytym gontem. Obecnie mieści się tu plebania[2].
- spichlerz dworski z Trzyciąża[5], wybudowany w 1764 roku, z czterospadowym gontowym dachem z charakterystycznymi okapami[2].

Ponadto znajdują się tu również spichlerz z Soboniowic.